# Marocko (film)
Marocko (engelska: Morocco) är en amerikansk romantisk dramafilm från 1930 i regi av Josef von Sternberg. Filmen är baserad på Benno Vignys roman Amy Jolly från 1927. I huvudrollerna ses Gary Cooper, Marlene Dietrich och Adolphe Menjou.
År 1992 valdes filmen ut för att bevaras i National Film Registry av USA:s kongressbibliotek då den anses vara ”kulturellt, historiskt eller estetiskt betydelsefull”.

## Rollista i urval
- Gary Cooper – Legionär Tom Brown
- Marlene Dietrich – Mademoiselle Amy Jolly
- Adolphe Menjou – Monsieur La Bessiere
- Ullrich Haupt – Adjutant Caesar
- Eve Southern – Madame Caesar
- Francis McDonald – Sergeant
- Paul Porcasi – Lo Tinto
- Albert Conti – Överste Quinnovieres
- Émile Chautard – fransk general
- Michael Visaroff – Överste Alexandre Barratière
- Juliette Compton – Anna Dolores